# Список дипломатичних місій у Вірменії

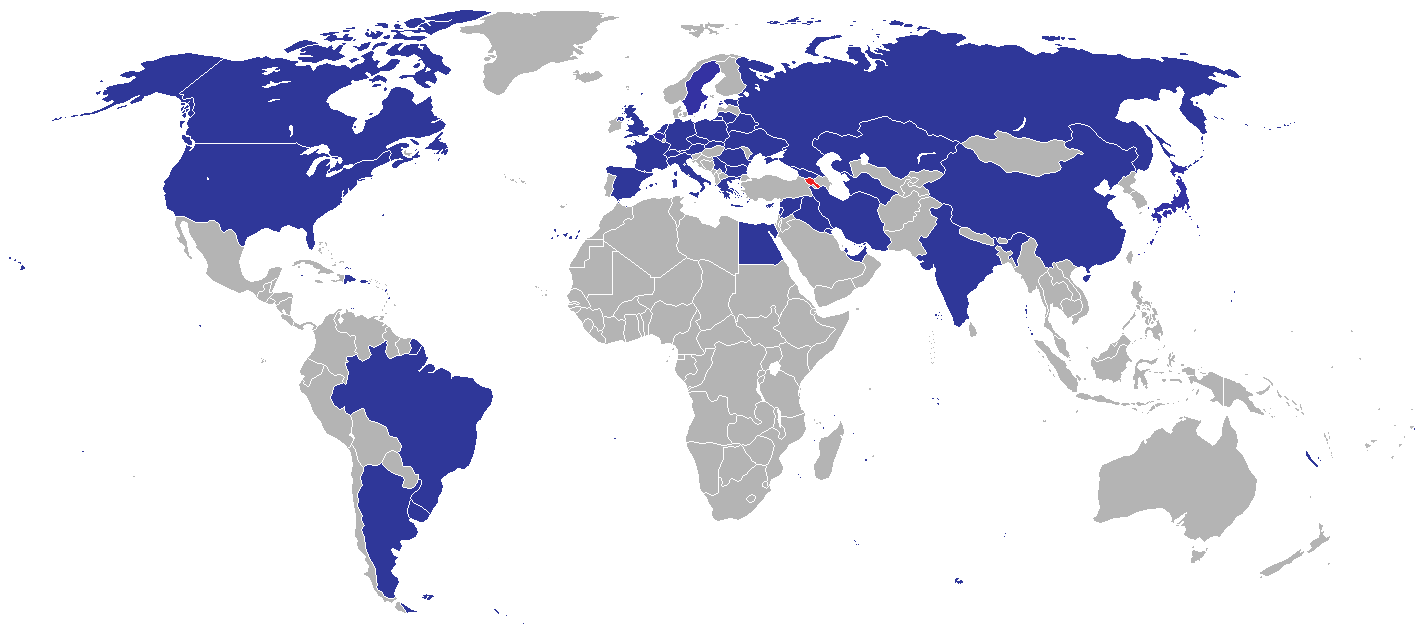
Дипломатичні місії у Вірменії

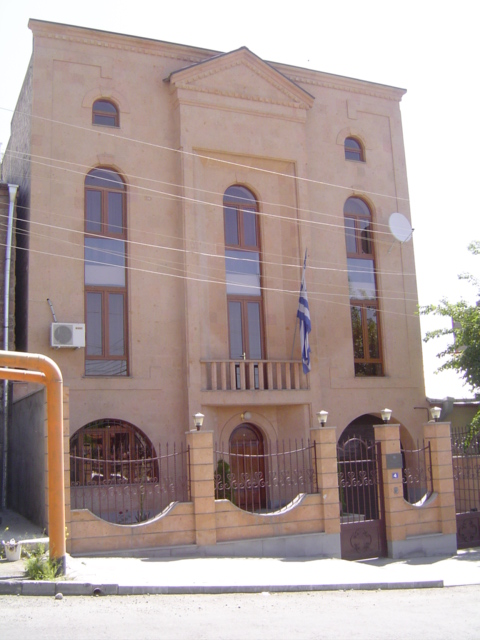
Посольство Греції у Вірменії

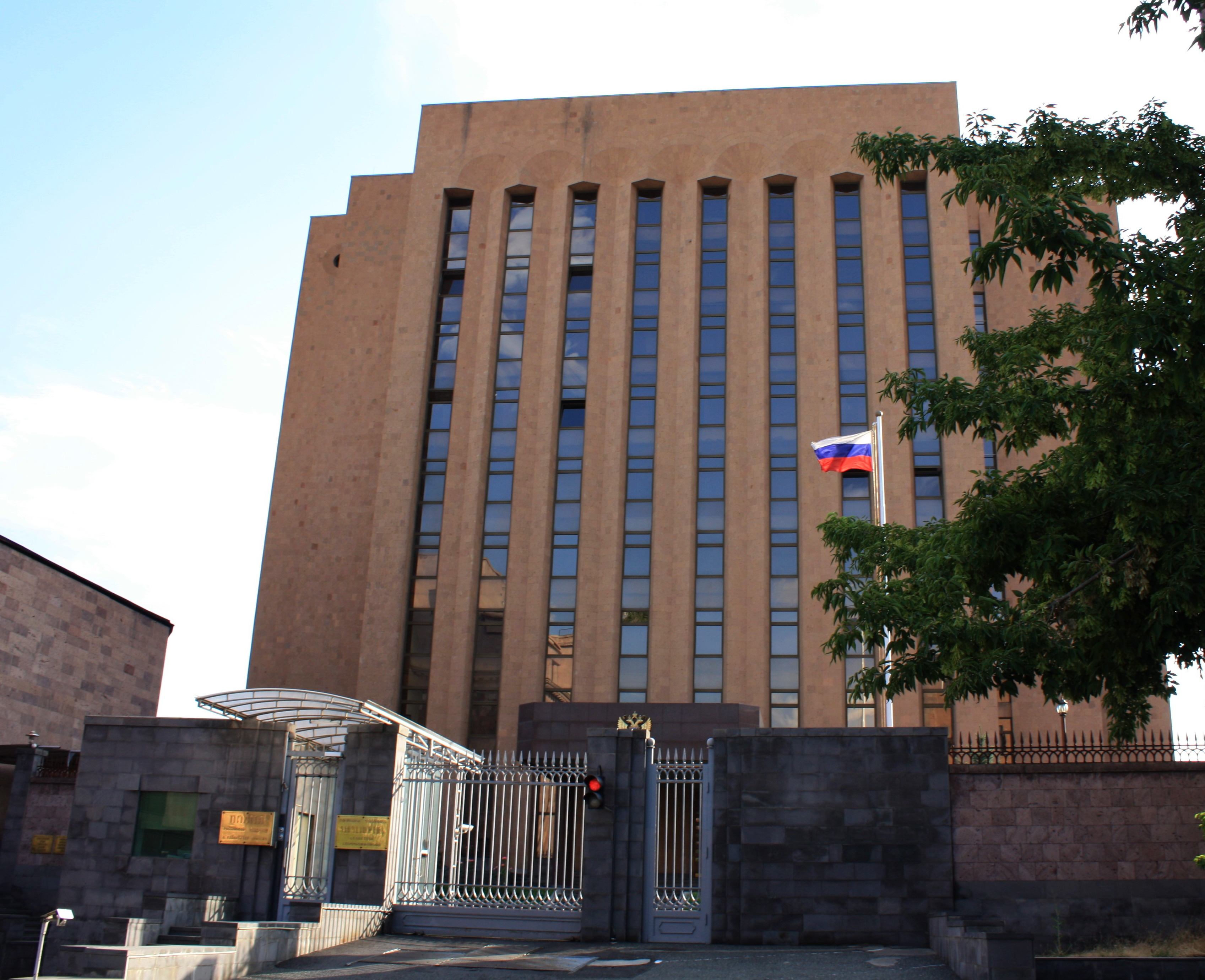
Посольство Росії у Вірменії

Список дипломатичних місій у Вірменії. На даний час у Вірменії відкрито 28 посольств та місія Європейського Союзу в Єревані. Інші 40 країни мають акредитованих послів у Вірменії.

## Посольства в Єревані
- Аргентина
- Білорусь
- Болгарія
- Бразилія
- Велика Британія
- Греція
- Грузія
- Єгипет
- Індія
- Іран
- Італія
- Казахстан
- КНР
- Кувейт
- Литва
- Ліван
- Мальтійський орден
- Німеччина
- Польща
- Росія
- Румунія
- Сирія
- США
- Туркменістан
- Україна (Посольство України у Вірменії)
- Франція
- Чехія
- Швейцарія

## Місії в Єревані
- Європейський Союз (місія)
- Нагірно-Карабаська Республіка (Представницький офіс)

## Консульства вҐюмрі
- Росія
- Італія
- Україна

## Акредитовані посли

### Москва
- Австралія
- Афганістан
- Бенін
- Венесуела
- В'єтнам
- Гана
- Еквадор
- Замбія
- Ісландія
- Іспанія
- Канада
- Киргизстан
- Кіпр
- Куба
- Малайзія
- Мексика
- Норвегія
- Оман
- Парагвай
- Південна Корея
- Північна Корея
- Португалія
- Сінгапур
- Таїланд
- Чилі
- Японія

### Тбілісі
- Естонія
- Ізраїль
- Нідерланди
- Угорщина
- Швеція

### Київ
- Данія
- Індонезія
- Марокко
- ПАР

### Афіни
- Албанія
- Сербія
- Хорватія

### Тегеран
- Катар
- Нігерія

### Пекін
- Фіджі